# Beatriz Nascimento
Beatriz Nascimento (12 tháng 7 năm 1942-28 tháng 1 năm 1995) là một nhà hoạt động học thuật và người Brazil gốc Phi. Cô là người tham gia có ảnh hưởng của Phong trào Đen ở Brazil từ khi bắt đầu vào thập niên 1960 cho đến khi qua đời. Thông qua nghiên cứu học thuật của mình, cô đã đánh giá tầm quan trọng của quilombos là không gian tự trị đối với người gốc Phi trong thời kỳ thuộc địa và là sự thách thức môi trường chính trị và các chính sách chủng tộc của chính phủ đối với người Brazil gốc da đen. Học bổng nghiên cứu của cô về sự vô hình của phụ nữ da đen, và đặc biệt là phụ nữ không phải là người Anglo ở châu Phi đã có tác động quốc tế về nghiên cứu về sự phức tạp của trải nghiệm đen và thiếu chú ý tập trung vào Afro-Latinas trong nữ quyền xuyên quốc gia.

## Tuổi thơ
Maria Beatriz do Nascimento sinh ngày 12 tháng 7 năm 1942 tại Aracaju, Sergipe, Brazil đến Rubina Pereira Nascimento và Francisco Xavier do Nascimento. Cha cô là một thợ xây và mẹ cô nuôi mười đứa con của họ. Nascimento là đứa con thứ tám của họ. Khoảng năm 1949, gia đình di cư về phía nam và định cư tại khu phố Cordovil của Rio de Janeiro. Sau khi học xong trung học, cô đăng ký vào Đại học Liên bang Rio de Janeiro (UFRJ), tốt nghiệp cử nhân lịch sử năm 1971. Trong thời gian đi học, cô tham gia vào Phong trào Đen của Brazil (tiếng Bồ Đào Nha: Movimento Negro). Bắt đầu là một nhà tổ chức sinh viên, Nascimento là người đồng sáng lập một số hiệp hội và tham dự nhiều hội nghị và thảo luận trên diễn đàn công cộng về người da đen và chính trị chủng tộc.

## Nghề nghiệp
Sau khi tốt nghiệp, Nascimento bắt đầu làm thực tập sinh tại Lưu trữ Quốc gia Brazil và tiếp tục việc học, học tại Đại học Liên bang Fluminense (UFF). Cô kết hôn với Jose do Rosario Freitas Gomes và hai người sau đó có một cô con gái, Bethânia Gomes. Khi còn ở UFF, cô đã tham gia vào việc thành lập Nhóm làm việc Andre Rebouças, có ảnh hưởng đáng kể đến sự hồi sinh của bản sắc đen và chính trị hóa chủng tộc dưới thời chính phủ Brazil từ 1974 đến 1985. Nghiên cứu của cô trong thời gian này giai đoạn tập trung vào nghiên cứu dân tộc học ở ba trong số các cộng đồng quilombo còn sót lại (xã hội Maroon gốc Phi) ở Minas Gerais. Tiến hành phỏng vấn và đánh giá tài liệu lưu trữ, Nascimento đã nhận ra quilombos chính là "không gian giải phóng người da đen tự trị".